# Scotinomys teguina
Scotinomys teguina är en däggdjursart som först beskrevs av Arthur Hugh Garfit Alston 1877.  Scotinomys teguina ingår i släktet bruna möss, och familjen hamsterartade gnagare. IUCN kategoriserar arten globalt som livskraftig. Inga underarter finns listade i Catalogue of Life.
Arten når en absolut längd av 11,5 till 14 cm, inklusive en 4,5 till 6 cm lång svans. Den väger 10 till 13 g. Pälsen har på ryggen och undersidan en chokladbrun färg.
Denna gnagare förekommer i Centralamerika från södra Mexiko till norra Panama. Den vistas i bergstrakter mellan 900 och 2900 meter över havet. Habitatet utgörs främst av molnskogar och dessutom besöks områden där skogen avverkades. Det kan vara buskskogar, gräsmarker med några buskar eller jordbruksmark.
Individerna är främst aktiva på morgonen och även under andra dagstider, men sällan på natten. De äter huvudsakligen insekter samt några frukter och frön. Scotinomys teguina går oftast på marken och bygger ett näste som viloplats. Honor kan para sig hela året. Efter cirka 31 dagar dräktighet föds vanligen 2 eller 3 ungar och sällan upp till 5 ungar.